# Bazilika sv. Franje Asiškog
Papinska bazilika Svetog Franje Asiškog (talijanski: Basilica Papale di San Francesco d'Assisi, latinski: Basilica Sancti Francisci Assisiensis) je izvorna crkva katoličkog reda male braće, opće poznatog kao Franjevački red, u Asizu (Italija), rodnom mjestu sv. Franje. Također, kao grobno mjesto Franje Asiškog, bazilika je jedno od najvažnijih kršćanskih hodočasničkih mjesta u Italiji. Bazilika, započeta 1228. godine, je izgrađena u strani brda i sastoji se od dvije crkve, poznate kao Gornja crkva i Donja crkva, i kripte gdje se nalaze ostaci sveca. S pripojenim samostanom, crkva je prepoznatljiva znamenitost na panorami Asiza, a od 2000. godine upisana je na UNESCOv popis mjesta svjetske baštine u Europi.
Unutrašnjost Gornje crkve je važan primjer rano-gotičkog talijanskog slikarstva 13. stoljeća (tzv. Treccentto). I Gornja i Donja crkva su ukrašene freskama brojnih srednjovjekovnih slikara, rimske i toskanske škole (Cimabue, Giotto, Simone Martini, Pietro Lorenzetti i vjerojatno Pietro Cavallini). Raznolikost i kvaliteta slika čini baziliku jedinstvenom i nezaobilaznom u prikazivanjuovog razdoblja talijanske umjetnosti.

## Povijest
Franjevački samostan Sacro Convento kao i Gornja i donja crkva (talijanski: Basilica inferiore e superiore) Franje Asiškog su započete odmah nakon njegove kanonizacije 1228. godine, kao počast lokalnome svecu. Simone di Pucciarello je darovao zemlju za njezinu izgradnju, brdo zapadno od Assisija, poznato kao "Pakleno brdo" (talijanski: Collo d'Inferno) gdje su prije toga pogubljivali osuđene kriminalce. Danas se zove "Rajsko brdo".
Zabilježeno je kako je kamen temeljac položio sam papa Grgur IX. 17. srpnja 1228. godine, iako je gradnja zasigurno već bila otpočela. Dizajn crkve i nadgledanje izgradnje povjeren je bratu Eliju Bombardoneu, jednom od prvih sljedbenika sv. Franje i bivšeg provincijskog upravitelja Sirije. Donja bazilika je završena 1230. godine, da bi 25. svibnja 1230. godine, u nju bilo doneseno tijelo sv. Franje, koje nije trunulo, u samotnoj procesiji iz privremene grobnice u crkvi sv. Jurja (danas Bazilika sv. Klare u Assisiju). Pogreb je bio potajan jer su se bojali da će njegovo tijelo ukrasti i prodati u dijelovima (što je bio dotadašnji običaj s ostacima svetaca). 
Gradnja Gornje bazilike je započela 1239., a a završena je 1253. godine. Obje crkve je posvetio papa Inocent IV. 1253. godine.
Papa Nikola IV., bivši glavni upravitelj franjevačkog reda male braće, dodijelio je crkvi status papinske bazilike 1288. godine. Piazza del Loge, trg koji vodi crkvi, je okružen kolonadom 1474. godine i od tada je ugostio mnoge hodočasnike na njihovom putu crkvi. Za vladavine pape Pija IX. izgrađena je kripta kako bi hodočasnici mogli posjetiti grobno mjesto sv. Franje, te su 1818. godine njegovi ostaci tijela ponovno iskopani ispod poda Donje bazilike i smješteni u kriptu. 
Dana 27. listopada 1986. i u siječnju 2002.godine, papa Ivan Pavao II. je u Assisiju skupio više od 120 predstavnika različitih vjera i kršćanskih crkvi na Svjetskom danu molitve za mir. 
Dana 26. rujna 1997. godine, Assisi je pogodio katostrofalan zemljotres u kojemu su mngi izgubili živote, a bazilika je strašno oštećena (dio svoda s freskama Cimabuea se srušio) i zatborena je na dvije godine zbog restauracije.

## Arhitektura
Fra Elia Bombadone je dizajnirao baziliku na dvije razine, obje kao zasebne crkve, Gornja ("Basilica superiore") i Donja bazilika  ("Basilica inferiore"). Arhitektonski, obje bazilike izgledaju kao jedna građevina, izvana povezana kasnijim monumentalnim visokim arkadama sa samostanom sv. Franje. Donja bazilika je zapravo velika ukopana kripta koja podupire Gornju baziliku, a od 19. stoljeća je i postala pravom kriptom. 
Arhitektura je spoj romaničkog i gotičkog stila arhitekture, i postavila je mnoge kasnije osobitosti talijanske gotičke arhitekture. Po izvornomplanu, obje su jednobrodne crkve s transeptima čiji su kraci dugi točno polovicu brodai apsidama (donja bazilika ima polukružnu, a gornja poligonalnu).  Pored crkve je slobodni romanički toranj (kampanil) iz 1239. godine.
Donja bazilika je isključivo romaničkog stila s polukružnim lukovima bačvastog svoda iznad brodova i transepta. No, od 1350.do 1400. godine, prostor bazilike je proširen na bokovima broda i transepta brojinim kapelama. Ulaz u glavni brod je kroz gotičke vratnice izgrađene od 1280. i 1300. godine uokvirenim jednostavnim renesansnim trijemom iz 1487. godine (Francesco da Pietrasanta). U rozeti timpana gotičkih vratnica balazi se vitraj koji se naziva "očima njaljepše crkve na svijetu"
Papinski oltar u apsidi je isklesan iz jednog komada crnog kamena iz Comoa 1230. godine. Oko oltara je niz gotičkih lukova koje drže stupovi različitih stilova. 
Gornja crkva ima pročelje od bijele opeke i podijeljena je na dva jednaka vodoravna dijela koja odgovaraju visini Donje crkve. Na sredini se nalaze velike gotičke vratnice podijeljene stupom i rozetom u timpanu iznad dva oštra luka. Iznad vrata, u drugoj razini, je velika romanička rozeta okružena isklesanim simbolima četiri evanđelista koji s rpzetom čine kvadratni oblik. Iznad je kružni prozor (ocolus), a na lijevoj fasadi se nalazi barokna benediktinska loža (loggia) iz 1754. godine, koja je vidljiva iz dvorišta i gornje i donje bazilike.  
Poput Donje crkve i Gornja ima jednostavan plan, ali umjesto polukružnih lukova bačvastog svoda, ona ima oštre lukove križno-rebrastog svoda koij se uzdižu na dvostruku visinu. Svaki luk se diže iz snopastih stupova koji su izvana poduprti polustupovima (kontraforima) polukružnog presjeka. 
Visoki gotički prozori s geometrijskim dezenom se nalaze na obje strane broda i u poligonalnoj apsidi iza oltara.  Prozori s lijeva su iz francuske radionice (1270.), dok su oni zdesna iz radionice Majstora od sv. Franje (Maestro di San Francesco), a oni iza apside djelo nepoznatog njemačkog majstora. Ovi vitraji su najbolji primjeri talijanskog staklarstva 13. stoljeća. 
Talijanska odlika crkvene arhitekture je bila da se više koriste freskama, nego vitrajima. Tako su najranije freske nastale još pri gradnji Donje crkve, a u njihovo oslikavanje bili su uključni brojni umjentici od kojih su najpoznatiji Cimabue i Giotto, dok su ostali ostali većinom nepoznati.
- Donja crkva
- Rozeta
- Dvorište
- Pogled s portala Gornje crkve

## Dekoracije

### Gornja bazilika
Četiri svoda Gronje bazilike oslikani su isključivo zlatnim zvijezdama na modroj pozadini, dok liniju spoja stupova i svoda čini vrpca oslikanu motivima križeva i listova. Na drugom svodu nalaze se kružne freske Krista okrenutog Svetom Franji i Gospa koja gleda Svetog Ivana Krstitelja. Na svodu iznad ulaza nalze se Četiri latinska doktora Crkve: Sveti Grgur koji gleda Svetog Jeronima i Sveti Ambrozije kako gleda Svetog Augustina, autora Majstora Isaaca. 
Kor ima 102 drvena stolca ukrašena rezbarijama iz 1501. (Domenico Indovini), između kojih u sredini stoji papinska katedra. 
Na zapadnom kraju transepta nalaze se freske atribuirane Cimabueu i njegovoj radionici (najranije iz oko 1280.). Veličanstveno Raspelo s prikazom sv. Franje na koljenima u dnu ističe svečeve stigme poput onih od Kristove muke. Nažalost, zbog vlage, uporabe olovnih oksida i zbog toga što su slikane preko suhe žbuke, boje su brzo izgubile svoj intenzitet i slike su svedene na izgled fotografskih negativa.
Prije njega na desnom dijelu transepta su dvojica nepoznatih majstora (iz Engleske ili Rima) koji naslikali anđela, apostole, Izaiju i Davida (1267. – 1270.). Na gornjem dijelu s obje strane broda nalaze se 32 prizora iz Starog zavjeta (od Stvaranja svijeta do Josip oprašta braći) i Novog zavjeta (od Navještenja do Žena u grobnici), danas jako oštećeni potresom iz 1997. godine. Njih su najvjerojatnije naslikali Cimabueovi sljedbenici (Giacomo Boni, Jacopo Torriti i Pietro Cavallini). Dvije freske koje prikazuju scene iz Izakova života na trećini broda su prve prave freske (buon fresco), naslikane u svježoj žbuci, a njihov autor se naziva Majstor Izaka (Pietro Cavallini ili mladi Giotto).
Najvažnijim dekoracijama se smatra 28 freski s prizorima iz života sv. Franje mladog Giotta koje se nalaze duž donjeg dijela broda. U svakoj niši, s obje strane, nalaze se po tri freske, dvije naistočnoj galeriji pored ulaza i dvije na zidu ulaza. Giotto je kao predložak koristio biografiju života sv. Franje, Legenda Maior, koju je napisao Sveti Bonaventura 1266. godine. Slike su toliko životne, kao da je Giotto bio sudionikom opisanih događaja. Prema Vasariju, najvećem biografu talijanskih umjetnika, one su izvedene od 1296. do 1304. godine.

### Donja bazilika
Dekoracije na lijevim drvenim vratima je izveo Ugolinuccio da Gubbio (oko 1550.), a one na desnim vratima nepoznati umbrijski umjetnik 1573. godine. Na njima su prizori iz života sv. Franje, sv. Klare, sv. Luja i sv. Antuna. Na lijevom zidu trijema nalazi se bista pape Benedikta XIV. koji je bazilici dodijelio status patrijarhalne bazilike ili papinske kapele (Cappella Papale). 
Brod (arhitektura) je oslikan najstarijim freskama nepoznatog majstora, nazvanog Majstorom sv. Franje (Maestro di San Francesco) na kojima je pet prizora iz Kristove muke  i pet prizora Života sv. Franje. Na ovaj način, franjevci su željeli istaknuti sv. Franju kao navjestitelja Kristova drugog dolaska. Ove freske, naslikane temperom na suhom zidu, su nastale oko 1260. – 1263. godine i smatraju se najboljim primjerom toskanskog slikarstva prije Cimabuea. Većina slika nižih zidova su propaledo neprepoznatljivosti, osim tragova Djevice s Djetetom i anđelima Cimabuea. Ove freske su povezane s modrim svodom ispunjenim zlatnim zvijezdama. 
S povećanjem popularnosti crkve, plemićke obitelji su počele da grade svoje kapele u unutarnjim zidovima crkve (od 1270. do 1350.), uništavajući zidne freske. Prva kapela, lijevo, posvećena je Svetom Martinu iz Toursa, a gradio ju je kardinal da Montefiore. Oslikana je između 1317. i 1319. godine s 10 fresaka koje prikazuju život sveca (Simone Martini). Simone Martini je također naslikao i triptih Madona s Djetetom i dva mađarska kraljevska sveca i pet svetaca u kapeli sv. Elizabete  (južni transept). Ove slike spadaju u najveća djela Simonea Martinija i najljepše primjere zidnog slikarstva 14. stoljeća.
Kapelu sv. Katarine Aleksandrijske oslikao je 1368. – 1369. godine umjetnik zvan ‘Andreas pictor de Bononia’, vjerojatno Andrea de’ Bartoli (1349. – 1369.), a svece je naslikao Pace di Bartolo d'Assisi (1344. – 1368.), dok su vitraji djelo Giovannija di Bonina (sredina 14. stoljeća).
U lijevoj kapeli, sv. Sebastijana, nalazi se platno slikara Giorgettija i zidne slike, sv. Kristofora iz 14. st., i prizori iz života sveca (Ottaviano Nelli u 15. stoljeću, 1646. godine - G. Martelli).
Na desnoj strani su u 14. stoljeću podignuti mauzoleji Giovannija de' Cerchija s porfirnom vazom (poklon kraljice Cipra) i mauzolej Ivana od Briennea, kralja Jeruzalema i cara Konstantinopola sa skulpturom Blažene Djevice Marije i okrunjene žene s lavom (Cosmatesco, 1290.).
Posljednja kapela na desnoj strani je posvećena sv. Antunu opatu na čijim zidovima su grobne skulpture vojvoda Spoleta, Blasca Fernandeza i njegovog sina Gracia, iz 1367. godine (nepoznatog lokalnog umjetnika). 
Posljednja kapela s lijeva je posvećena sv. Petru od Alcantara. Ostale kapele su:
- Sv. Luja Tuluškog i Svetog Stjepana s freskama iz 1575. (Dono Doni) i vitrajima Simonea Martinija.
- Svetog Antuna Padovanskog sa 6 fresaka iz 1610. (Cesare Sermei).
- sv. Marije Magdalene koju je izgradio Teobaldo Pontano, biskup Assisija od 1296.  do 1329. godine. Ona sadrži najbolje freske Giotta i njegove radionice kao što su Život Marije Magdalene (iznad portreta biskupa Teobalda Pontana), i rondoi s bistama Krista, Djevice Marije, Marije Magadalene i Lazara.

Brod završava bogato oslikanom apsidom, ispred koje je transept s bačvastim svodom. Freske Kristova života u desnom kraku transepta su većinom djelo Giottove radionice, osim Rođenja Krista koje je naslikao anonimni Majstor Svetog Nikole. Giottove freske su, još za života umjentika, bile nadaleko poznate po revolucionarnom prikazu stvarnih ljudi i emocija u realističnom pejzažu. 
Na zidu transepta Cimabue je naslikao slavnu Maestu ("Okrunjena Gospa sa sv. Franjom" (1280.), podosta statična slika u odnosu na okolne Giottove, ali vjerojatno najrealističniji portret sv. Franje.
Na kraju sjevernog transepta nalazi se kapela sv. Nikole od Barija, koju je naručio kardinal Napoleone Orsini za grobnicu svome bratu, papi Nikoli III. Giovanniju Orsiniju, koji je preminuo 1294. godine. Iznad oltara nalazi se reljef mladića kojega natkrivaju dva anđela, a između nje i vitraja nalazi se triptih Marije Djevice s Djetetom, sv. Franjom i sv. Nikolom iz Giottove radionice (1307.). Na zidovima je još 12 fresaka s prizorima iz života sv. Nikole, a vitraj prikazuje papu Nikolu III. sa sv. Franjom.
Nasuprot ovoj kapeli nalazi se simetrična kapela Sveti Ivan Krstiteljsv. Ivana Krstitelja (izrađena kao grobnica kardinala Orsinija u koju nije pokopan) kojoj freske s prizorima Života sv. Ivana Krstitelja (Pietro Lorenzetti) nisu nikada dovršene
Lijevi transept je oslikao slikar iz Siene - Pietro Lorenzetti od 1315. do 1330. godine. Freske se smatraju njegovim najboljim radovima, a prikazuju 6 prizora iz Kristove muke od kojih je Skidanje s križa najpotresnije. 
Zidove oltarske apside ispunjava "Posljednji sud", autor: Cesare Sermei di Orvieto (1609. – 1668.).

## Kripta
Na polovici broda nalazi se dvostruko stubište koje vodi u kriptu. Dizajnirao ju je 1818. godine Pasquale Belli u neoklasicističkom stilu, ali je Ugo Tarchi izveo u neoromaničkom stilu između 1925. i 1932. godine. Ovaj kameni lijes se nalazi uokviren iznad oltara, a u zidove oko oltara preneseni su posmrtni ostaci njegovih najvjernijih sljedbenika: braća Rufino, Angelo, Masseo i Leone (1934.).
Na ulazu u kriptu nalazi se urna s pepelom Jacope dei Settesoli, rimske plemkinje koja je bila njegova najvjernija prijateljica i donatorka koja je bila i uz njegovu samrtnu postelju u Porziuncoli.

## Samostan sv. Franje
Bored bazilike nalazi se samostan Sacro Convento sa svojim markantnim zidovima od 53 romanička luka i kontraforima koji podupiru cijeli kompleks. Iz doline se doima kako je riječ o utvrdi od rozog i bijelog kamena s planine Subasio. U njemu žive monasi još od 1230. godine, mnogo prije no što je dovršen (za pape Siksta IV., 1476.).
Danas se u njemu nalazi i prostrana knjižnica (sa srednjovjekovnim kodeksima i inkunabulama), muzej umjetnina koje su donirali hodočasnici kroz stoljeća i 57 umjetničkih djela iz donirane kolekcije Perkins (većinom firentinska i sijenska škola).